# Clyde River (Nunavut)
Clyde River (Inuktitut: Kanngiqtugaapik) é um pequeno povoado localizado na margem da Baía de Patrícia, na ilha de Baffin, Região de Qikiqtaaluk, Nunavut,Canadá.
Sua população é de 820 habitantes.